# Gare de Merchtem
La gare de Merchtem (station Merchtem en néerlandais) est une gare ferroviaire belge de la ligne 60 de Jette à Termonde située dans la commune de Merchtem en région flamande dans la Province du Brabant flamand.
C’est une halte voyageurs de la Société nationale des chemins de fer belges (SNCB-NMBS) desservie par des trains Suburbains (S) des lignes S3 et S10 du (futur) RER Bruxellois.

## Situation ferroviaire
Située sur la ligne 60 de Jette à Termonde, elle est établie entre la gare de Mollem et la gare d'Opwijk.

## Histoire
La gare de Merchtem ouvre le 18 mai 1879 en même temps que la section entre Termonde et Asse de la future ligne 60 de Termonde à Jette qui sera inaugurée dans sa totalité en 1881.
Construite comme de nombreuses lignes à cette période par des sociétés privées pour les Chemins de fer de l'État belge, elle reçoit, comme les autres gares de cette ligne, un bâtiment de gare de plan type 1873 qui comporte une aile de cinq travées disposée à gauche du corps central. Cette aile, qui abritait la salle d'attente et le magasin est tout ce qui reste du bâtiment de la gare car le corps central à deux étages et la petite aile basse qui servaient de logement de fonction et de bureau pour le chef de gare ont désormais été démolis.

## Service des voyageurs

### Accueil
C'est un point d'arrêt non géré (PANG), à accès libre.

### Desserte
Merchtem est desservie par des trains Suburbains (S), de la SNCB (voir brochure SNCB,).
En semaine, la desserte comporte des trains S3 entre Termonde et Zottegem via Bruxelles et des trains S10 entre Bruxelles-Midi et Termonde via la gare de l'ouest, au rythme d'un par heure chacun. Le dernier train de la journée est un InterCity (IC) reliant Courtrai à Termonde en desservant tous les arrêts intermédiaires entre Jette et Termonde (les autres IC de la ligne sont directs).
Les week-ends et jours fériés, la desserte se limite à des trains S10 entre Bruxelles-Midi et Termonde qui circulent toutes les heures.

Installations
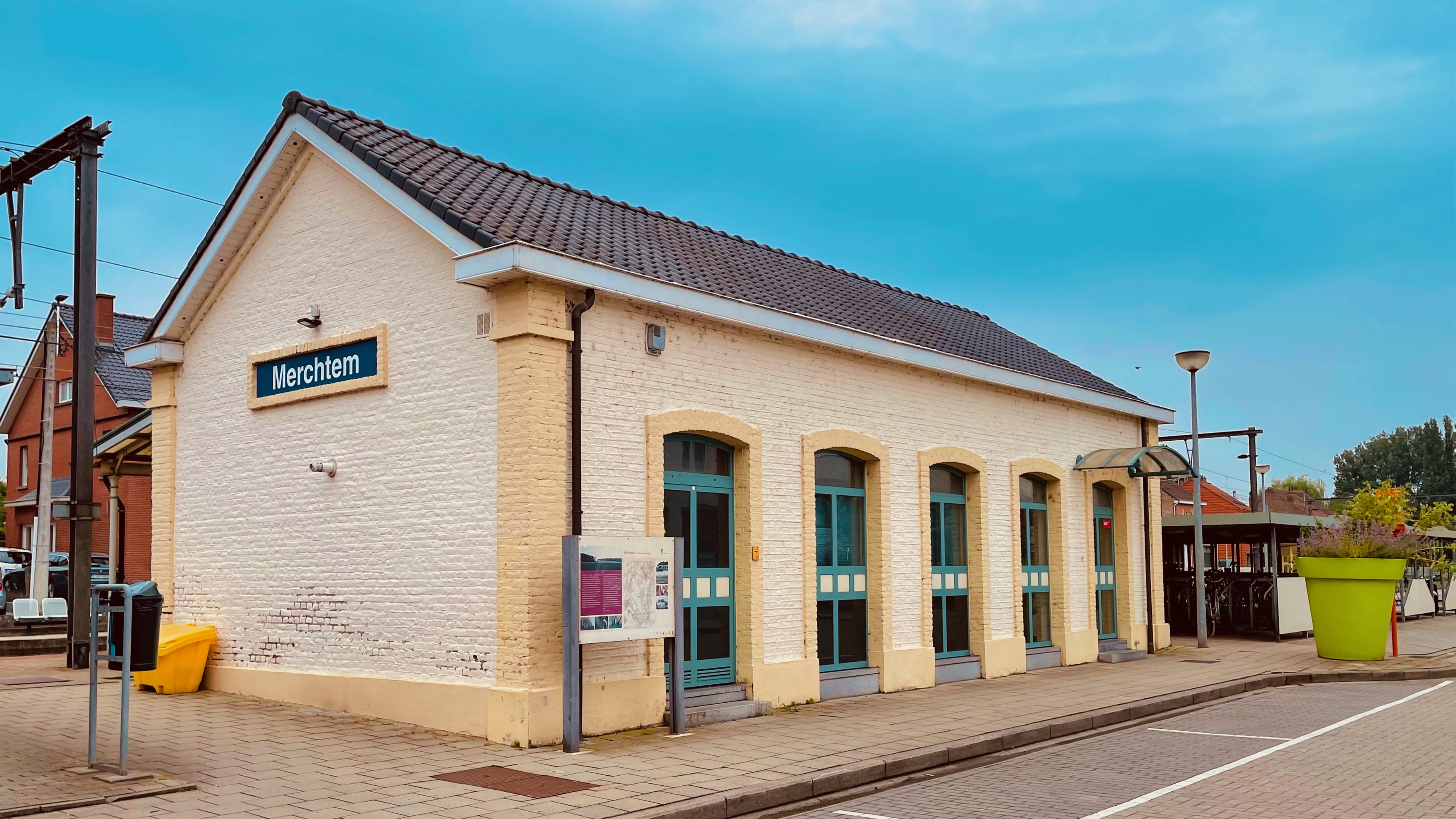
Aile de l'ancien bâtiment.
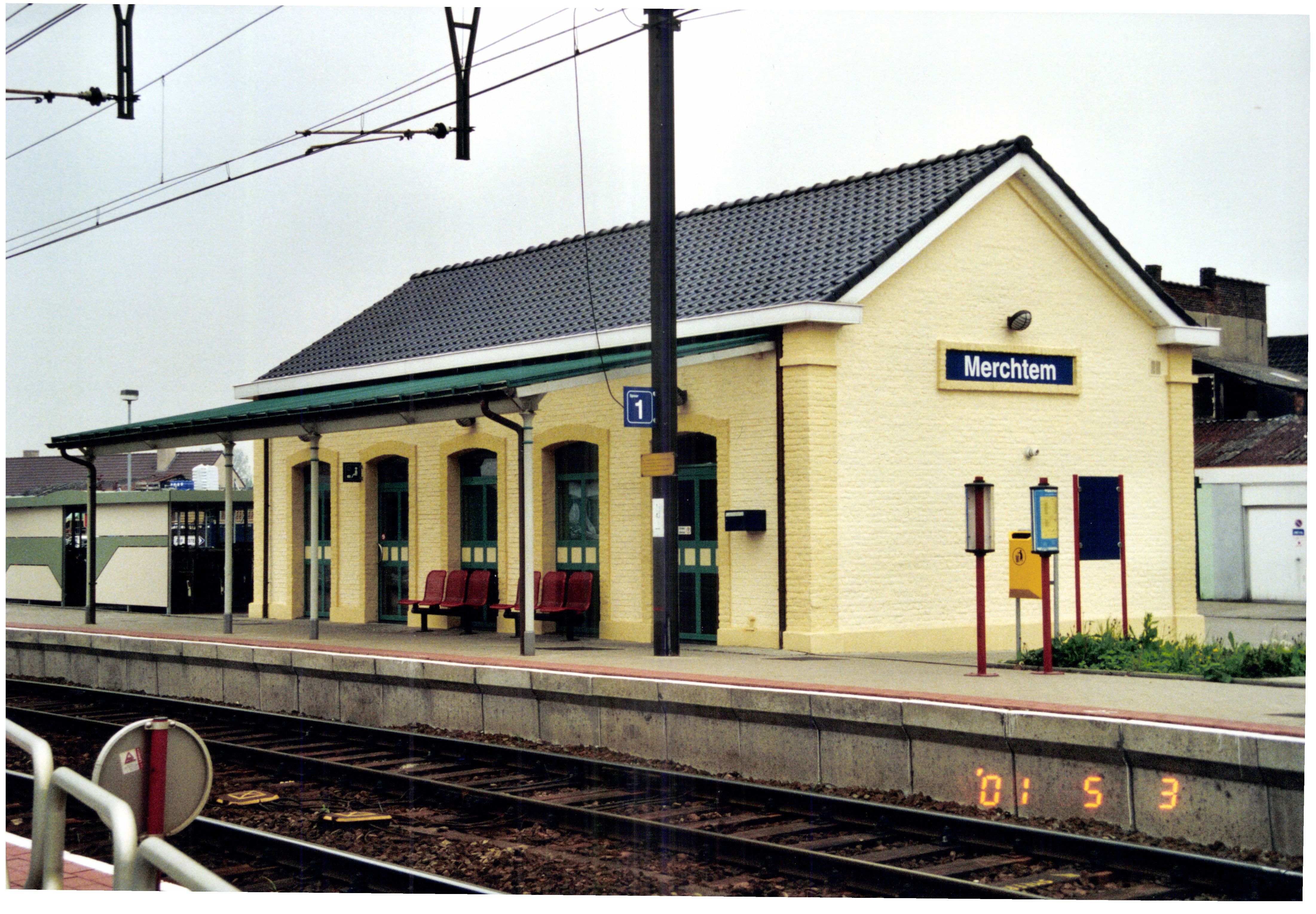
Côté voies.
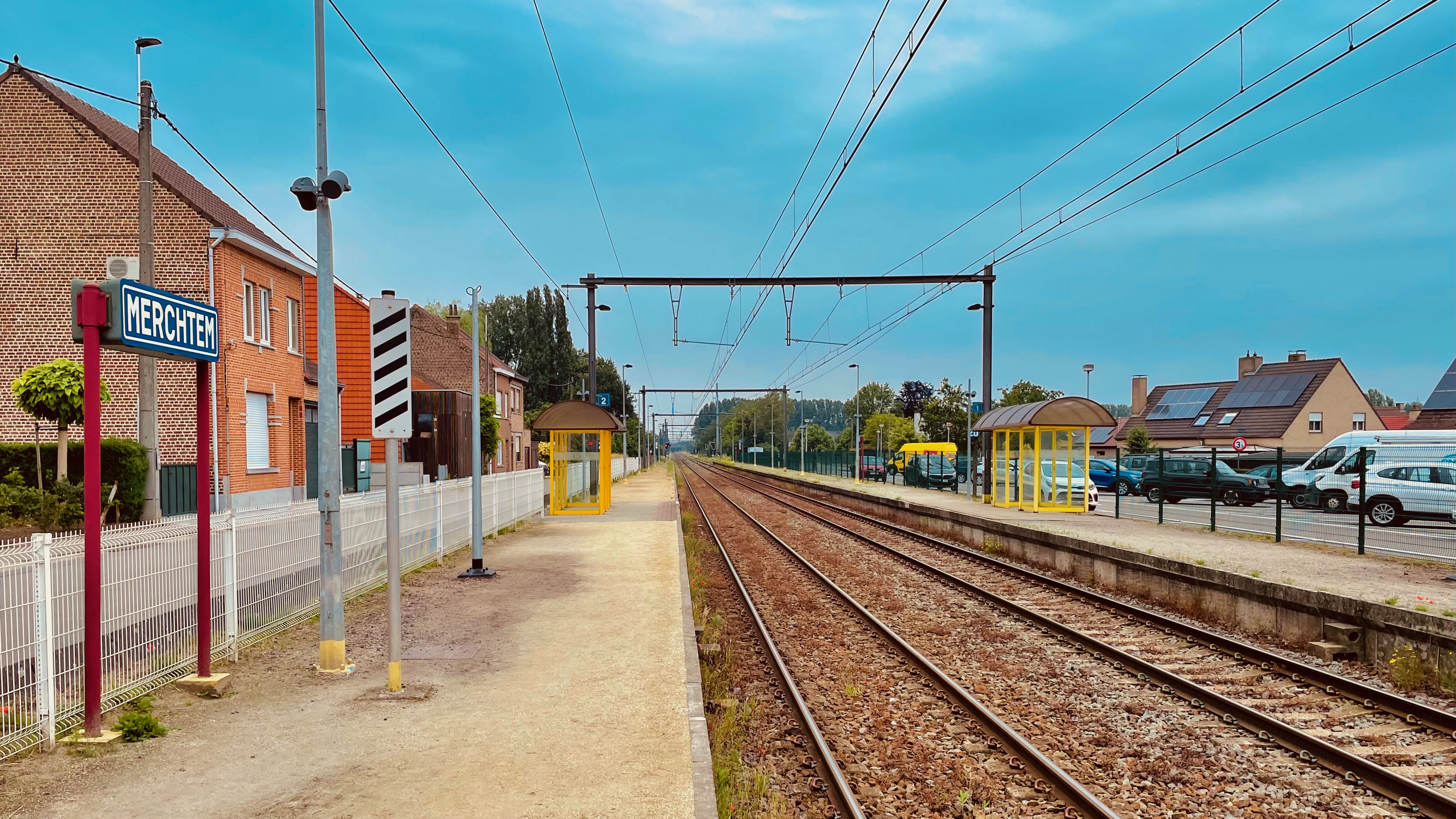
Quais.

## Comptage voyageurs
Ce graphique et tableau montre le nombre de voyageurs embarquant en moyenne durant la semaine, le samedi et le dimanche.
| Nombre de passagers qui embarquent à la gare de Merchtem | Nombre de passagers qui embarquent à la gare de Merchtem | Nombre de passagers qui embarquent à la gare de Merchtem | Nombre de passagers qui embarquent à la gare de Merchtem |
|                                                          | Semaine                                                  | Samedi                                                   | Dimanche                                                 |
| -------------------------------------------------------- | -------------------------------------------------------- | -------------------------------------------------------- | -------------------------------------------------------- |
| 1977                                                     | 817                                                      | 131                                                      | 79                                                       |
| 1978                                                     | 767                                                      | 164                                                      | 129                                                      |
| 1979                                                     | 794                                                      | 124                                                      | 92                                                       |
| 1980                                                     | 759                                                      | 124                                                      | 109                                                      |
| 1981                                                     | 812                                                      | 148                                                      | 82                                                       |
| 1982                                                     | 823                                                      | 140                                                      | 102                                                      |
| 1983                                                     | 840                                                      | 134                                                      | 98                                                       |
| 1984                                                     | 825                                                      | 81                                                       | 56                                                       |
| 1985                                                     | 769                                                      | 112                                                      | 147                                                      |
| 1986                                                     | 554                                                      | 129                                                      | 89                                                       |
| 1987                                                     | 696                                                      | 123                                                      | 107                                                      |
| 1988                                                     | 679                                                      | 114                                                      | 89                                                       |
| 1989                                                     | 510                                                      | 131                                                      | 89                                                       |
| 1990                                                     | 645                                                      | 104                                                      | 78                                                       |
| 1991                                                     | 545                                                      | 109                                                      | 80                                                       |
| 1992                                                     | 560                                                      | 96                                                       | 85                                                       |
| 1993                                                     | 639                                                      | 136                                                      | 120                                                      |
| 1994                                                     | 568                                                      | 89                                                       | 80                                                       |
| 1995                                                     | 533                                                      | 60                                                       | 80                                                       |
| 1996                                                     | 630                                                      | 71                                                       | 78                                                       |
| 1997                                                     | 589                                                      | 76                                                       | 72                                                       |
| 1998                                                     | 844                                                      | 96                                                       | 77                                                       |
| 1999                                                     | 691                                                      | 79                                                       | 67                                                       |
| 2000                                                     | 713                                                      | 75                                                       | 84                                                       |
| 2001                                                     | 701                                                      | 82                                                       | 86                                                       |
| 2002                                                     | 690                                                      | 95                                                       | 70                                                       |
| 2003                                                     | 728                                                      | 84                                                       | 98                                                       |
| 2004                                                     | 696                                                      | 91                                                       | 56                                                       |
| 2005                                                     | 739                                                      | 74                                                       | 90                                                       |
| 2006                                                     | 755                                                      | 140                                                      | 82                                                       |
| 2007                                                     | 928                                                      | 116                                                      | 122                                                      |
| 2008                                                     | -                                                        | -                                                        | -                                                        |
| 2009                                                     | 883                                                      | 91                                                       | 80                                                       |
| 2010                                                     | -                                                        | -                                                        | -                                                        |
| 2011                                                     | -                                                        | -                                                        | -                                                        |
| 2012                                                     | 925                                                      | 77                                                       | 103                                                      |
| 2013                                                     | 928                                                      | 151                                                      | 96                                                       |
| 2014                                                     | 913                                                      | 128                                                      | 105                                                      |
| 2015                                                     | 752                                                      | 159                                                      | 178                                                      |
| 2016                                                     | 820                                                      | 154                                                      | 159                                                      |
| 2017                                                     | 755                                                      | 163                                                      | 186                                                      |
| 2018                                                     | 727                                                      | 244                                                      | 136                                                      |
| 2019                                                     | 799                                                      | 180                                                      | 179                                                      |
| 2020                                                     | 494                                                      | 160                                                      | 105                                                      |
| 2021                                                     | -                                                        | -                                                        | -                                                        |
| 2022                                                     | 1 193                                                    | 389                                                      | 317                                                      |
| 2023                                                     | 1 191                                                    | 171                                                      | 167                                                      |
| 2024                                                     | 1 163                                                    | 209                                                      | 190                                                      |